# 1949 en Italie
Chronologie de l'Italie
- 1945
- 1946
- 1947
- 1948
- 1949
- 1950
- 1951
- 1952
- 1953

## Événements
- 28 février : le parlement adopte le projet de loi du ministre démocrate-chrétien Amintore Fanfani, visant à assurer un important plan de construction de 355 000 logements sur 7 ans. Ce plan se caractérise par un système de cotisations obligatoires versées à la fois par les salariés, les employeurs et l’État. En outre, afin d’encourager une mobilisation de l'épargne privée, le plan Fanfani prévoit des aménagements fiscaux et des prêts bonifiés permettant aux employeurs qui le souhaitent de participer à la construction de logements. Les crédits du plan Marshall permettent aussi à l'État de consacrer d'importantes ressources au projet sans aggraver le déficit budgétaire[1].

- 18 mars : sur proposition du gouvernement (11 mars[2]), la Chambre vote l’adhésion de l’Italie à l’OTAN à la suite d’un long débat parlementaire[3].

- 4 avril : l'Italie signe le traité de l'Atlantique nord[4].
- 24 avril : élections régionales en Vallée d'Aoste pour la désignation des membres du premier Conseil de la Vallée[5].

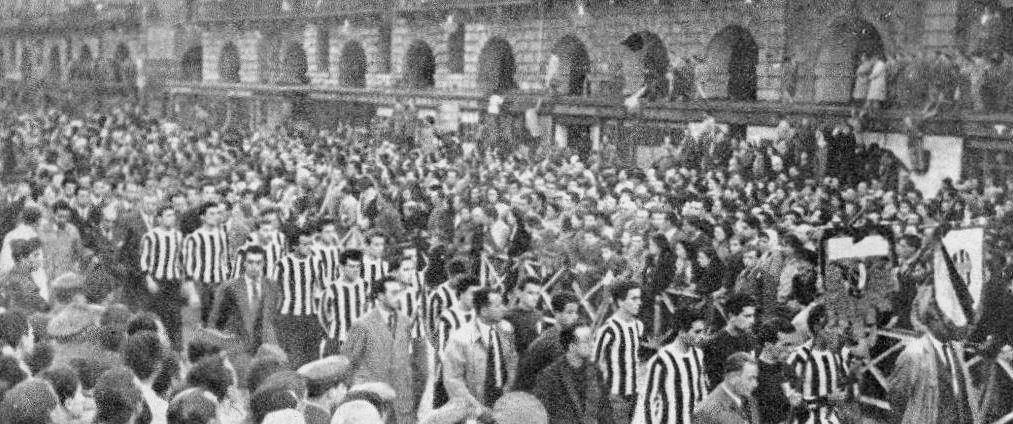
6 mai : funérailles des victimes de la tragédie de Superga.

- 4 mai : tragédie de Superga ; le vol spécial Avio Linee Italiane, transportant l'équipe de football du Torino Football Club, s’écrase dans les environs de Turin[6].

- 13 juin : Enrico Mattei annonce la découverte de pétrole et de gaz naturel à Cortemaggiore dans la vallée du Pô[7]. Chargé de liquider l’Agence d’exploration pétrolière mise en place par Mussolini, Mattei continue la prospection contre l’avis de ses supérieurs et découvre d’importants gisements de méthane. Résistant aux pressions américaines et industrielles, il établit le monopole italien pour leur exploitation en créant en 1953 l’Ente nazionale idrocarburi (ENI), qu’il dirige de manière autocratique jusqu’à sa mort mystérieuse dans un accident d’avion en 1962.

- 1er juillet : publication dans les Acta Apostolicae Sedis du décret par lequel le Saint-Siège excommunie les communistes et leurs alliés[8].

- 1er août : le gouvernement italien abolit le rationnement du pain et des pâtes alimentaires[9].

- 11 septembre : la Rai réalise à Turin la première diffusion expérimentale de télévision en Italie[10].

- 30 octobre : massacre de Melissa ; à la suite de l’occupation de terres appartenant à des latifundia, de violentes manifestations éclatent en Calabre. D’autres sanglantes manifestations ont lieu à Torremaggiore (29 novembre), Montescaglioso (14 décembre) , Celano (30 avril 1950)[11], et Lentella (21 mars 1950)[12].
- 7 novembre : le Parti social-démocrate italien abandonne la coalition gouvernementale. Alcide De Gasperi procède à un remaniement[13].
- 2 décembre : le gouvernement italien présente au Parlement la première d’une série de lois pour le démembrement des latifundia et la réforme agraire[14].

## Économie
- La productivité globale italienne revient aux niveaux d’avant la guerre[2].
- 2 millions de personnes sans emploi[15].
- 40 % du parc immobilier italien endommagé ou détruit, selon les statistiques nationales.
- Le financement le Plan Fanfani, chargé de financer la construction de plusieurs millions de logements, est assuré, en premier lieu, par une contribution obligatoire de 0,6 % de tous les salariés et fonctionnaires, par une contribution due 1,2 % versée par les employeurs; en dernier lieu, par une participation de l’État égale à 4,30 % de sa masse salariale et à 3,20 % du coût de la construction versé annuellement, à la fin des travaux[1].

## Culture

### Cinéma
- Box-office Italie 1949
- 4e cérémonie des Rubans d'argent

#### Films italiens sortis en 1949
- 21 septembre : Riso amaro (Riz amer), film de Giuseppe De Santis

#### Autres films sortis en Italie en 1949
- 11 février : L'amore e il diavolo (Les Visiteurs du soir), film français de Marcel Carné.

#### Mostra de Venise
- Lion d'or : Manon d'Henri-Georges Clouzot
- Coupe Volpi pour la meilleure interprétation masculine : Joseph Cotten pour Le Portrait de Jennie (Portrait of Jennie) de William Dieterle
- Coupe Volpi pour la meilleure interprétation féminine : Olivia de Havilland pour La Fosse aux serpents (The Snake Pit) de Anatole Litvak

### Littérature
- 3 décembre : début de la publication de la série de bande dessinée Pecos Bill.

#### Livres parus en 1949
- Le ragazze di San Frediano, de Vasco Pratolini
- La casa in collina (La Maison sur la colline), de Cesare Pavese

#### Prix et récompenses
- Prix Strega : Giovanni Battista Angioletti, La memoria (Bompiani)
- Prix Bagutta : Giulio Confalonieri (it), Prigionia di un artista (Genio)
- Prix Viareggio : Arturo Carlo Jemolo, Stato e Chiesa in Italia negli ultimi cento anni et Renata Viganò, L'Agnese va a morire

## Naissances en 1949
- 20 avril : Giovanni Ballestra, aviateur et pilote de chasse. († 18 janvier 1979)
- 25 mai : Umberto Menin, artiste contemporain.
- 9 septembre : Toni Bertorelli, acteur. († 26 mai 2017)
- 16 septembre : Paolo Brera, romancier, poète, essayiste, traducteur et journaliste. († 22 février 2019)

## Décès en 1949
- 16 février : Umberto Brunelleschi, 69 ans, peintre, illustrateur et affichiste. (° 21 juin 1879).
- 2 avril : Carlo Galetti, 66 ans, coureur cycliste. (° 26 août 1882)
- 3 septembre : Francesco Calì, 67 ans, footballeur évoluant au poste d’attaquant, puis sélectionneur de l’équipe d'Italie de football au début du XXe siècle. (° 16 mai 1882)
- 23 septembre : Enrico Guazzoni, 72 ans, réalisateur, décorateur-scénographe pour le cinéma de la période du muet. (° 18 décembre 1876)